# Андовер (Флорида)
Андовер (енгл. Andover) је градска четврт Мајами Гарденса и бивше пописом одређено насељено место у америчкој савезној држави Флорида.

## Демографија
По попису из 2000. године број становника је 8.489.
| Група             | 2000.         | 2010.    |
| Белци             | 1.104 (13,0%) | 0 (0,0%) |
| Афроамериканци    | 6.025 (71,0%) | 0 (0,0%) |
| Азијати           | 97 (1,1%)     | 0 (0,0%) |
| Хиспаноамериканци | 1.257 (14,8%) | 0 (0,0%) |
| Укупно            | 8.489         | 0        |